# Huta Godang (Ulu Pungkut)
Huta Godang is een bestuurslaag in het regentschap Mandailing Natal van de provincie Noord-Sumatra, Indonesië. Huta Godang telt 575 inwoners (volkstelling 2010).